# Jacques Flash
Jacques Flash est une série de bande dessinée policière publiée de 1956 à 1973 dans l'hebdomadaire français Vaillant, devenu Pif gadget en 1969. Elle a été animée par les scénaristes Roger Lécureux (1956-1959), Georges Rieu (1958-1962) et Pierre Castex (1962-1973), et par les dessinateur Pierre Le Guen (1956-1959), Gérald Forton (1959-1961) et René Deynis (1962-1973).
Jacques Leman est un journaliste qui se met à travailler pour la police après avoir obtenu la possibilité d'utiliser ponctuellement un sérum d'invisibilité.
La héros est repris en 1977-1978 pour un bimestriel homonyme qui ne connaît que six numéros.